# Angaz
Angaz (en persan : انگز) est un village de la province de Kermanshah en Iran. Lors du recensement de 2006, sa population était de 91 habitants répartis dans 21 familles.